# Явапаи

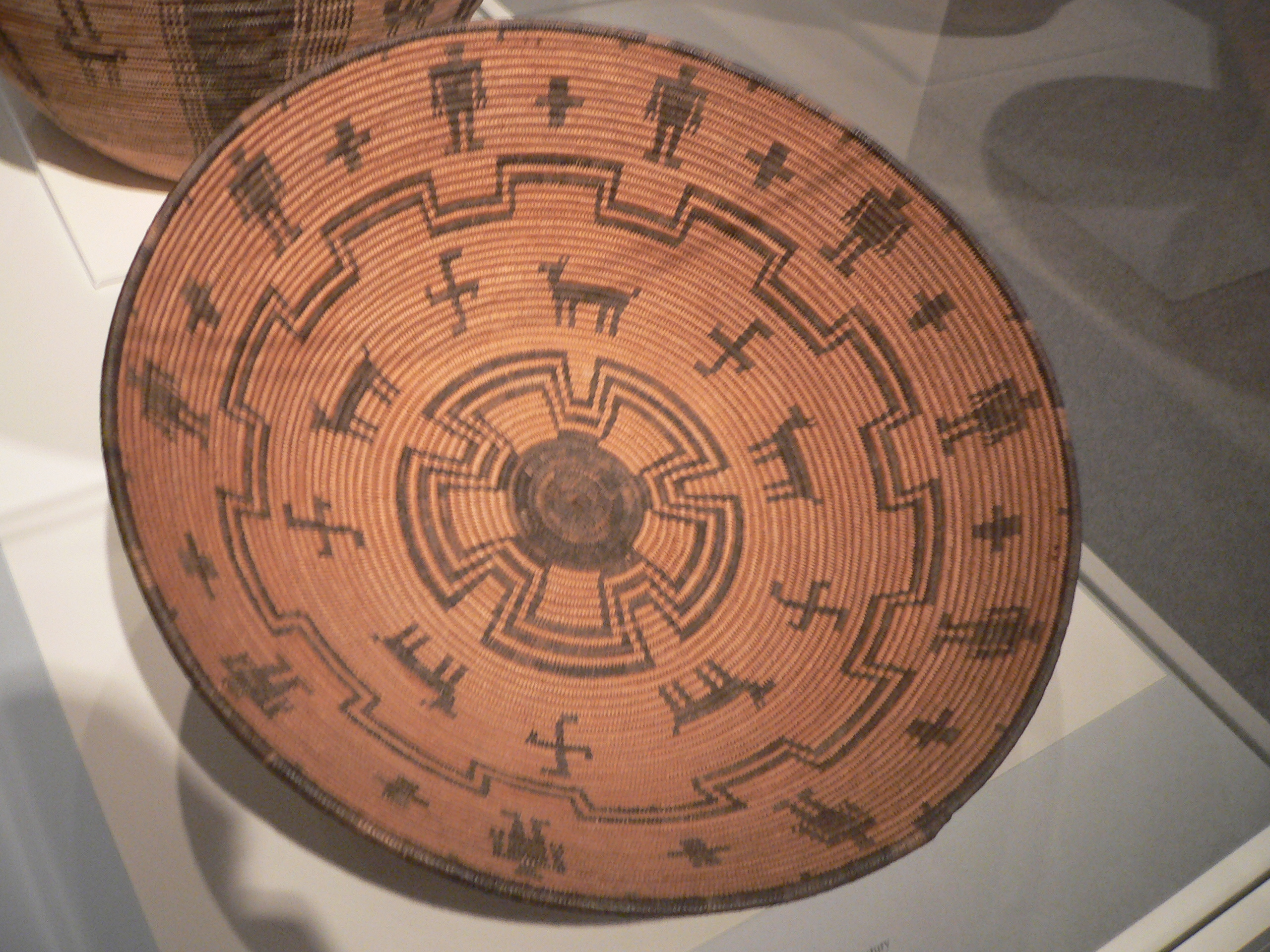
Плетёное блюдо начала XX века, ивовая и камышовая лоза, явапаи.

Явапай — группа индейских племён, ранее крупная, ныне частично ассимилированная мохаве и квечанами. Помимо них, с племенами явапай соседствуют племена хавасупай, валапай и апачи. Белые поселенцы нередко путали племя явапай с апачами, и называли их «апачи-мохаве» или «тонто-апачи». До начала «Золотой лихорадки» в 1860-х годах племя явапай занимало территорию около 51800 км², которую окружали возвышенности Сан-Франциско (англ.) с севера, горы Пиналеньо (англ.) и Мазацал на юго-востоке, река Колорадо на западе, и до реки Хила и Солт на юге.

## История

### До переселения в резервацию
До принудительного переселения в индейскую резервацию народ явапай занимался в основном охотой и собирательством, мигрируя посезонно в зависимости от созревания съедобных растений, произрастающих в различной местности. Некоторые племена культивировали в небольшом масштабе «трёх сестёр» индейского сельского хозяйства — кукурузы, тыквы и бобов — на плодородных землях речных русел. В частности, толкепая (en:Tolkepaya), обитавшие на землях, менее пригодных для собирательства, внедрили у себя сельское хозяйство в гораздо большей мере, чем прочие явапаи, несмотря на то, что их земля была так же мало пригодна для земледелия. Толкепая также обменивали на пищу у соседних квечанов шкуры животных, корзину и агаву. Помимо того, явапаи собирали многочисленные ягоды и другие съедобные растения и плоды, произраставшие в их местности (агава, жёлуди, подсолнечные семена и др.), рыбачили, охотились на оленей, кроликов, куропаток и др.

### Убежища
Явапаи жили в хижинах из хвороста, которые на их языке назывались Wham-boo nayva (Wom-boo-nya-va). На зиму явапаи сооружали закрытые хижины (uwas) из ветвей окотильо (en:ocotillo) или других деревьев, и покрывали их звериными шкурами, травой, корой или глиной, хотя в регионе реки Колорадо племя толкепая из группы явапай строило uwatamarva, прямоугольную хижину с плоской крышей, засыпанную землёй со всех сторон. Нередко явапай также жили в пещерах или в заброшенных поселениях пуэбло.

### Общественное устройство
На протяжении большей части истории племени его основной ячейкой была семья. Это было связано с тем, что большинство мест, где можно было добыть пропитание, не могли прокормить крупные группы населения. Известны, однако, и исключения из этого правила. Близ Фиш-Крик в штате Аризона находился летний лагерь под названием Ananyiké («насест перепёлки»), в котором могло находиться одновременно до 100 человек, питавшихся плодами опунции, а также охотившихся на кроликов и лесных крыс.
Зимой лагеря были более крупными и состояли из нескольких семей, а с наступлением весны лагеря распадались, и семьи самостоятельно занимались сбором весенних плодов.

### Нападение на семью Оутмен
В 1851 г. семья Оутмен (Oatman) попала в засаду, которую предположительно организовало племя явапай (некоторые историки сомневались в том, что это были именно явапай). Были убиты Ройс Оутмен, его жена и четверо детей. Тяжело раненый сын Лоренсо был брошен умирать, однако выжил, а сёстры Олив и Мэри-Энн (Olive, Mary Ann) были проданы в рабство племени мохаве, где малолетняя Мэри-Энн вскоре умерла от голода, вызванного неурожаем. В отличие от явапай, племя мохаве хорошо отнеслось к пленной Олив, и через два года она вернулась к белым. История получила широкий резонанс и усилила опасения белых поселенцев по поводу переселения в Аризону.

### Золотая лихорадка
Открытие в 1863 г. на территории явапай золотых залежей привело к тому, что к концу того же года вся традиционная территория племени была застроена поселениями белых.

## Язык
Явапайский язык представляет собой один из трёх диалектов высокогорного юманского языка, относящегося к ветви пай языков юман-кочими.
Язык состоит из шести диалектов — западного, северо-восточного, юго-восточного, прескотт, долины Верде и толкепая.